# Осташко, Владимир Иванович
Влади́мир Ива́нович Оста́шко (16 сентября 1924 — 24 декабря 2016, Москва, Россия) — советский партийный и государственный деятель, дипломат.

## Биография
В 1944—1963 годах — токарь, мастер, заместитель начальника цеха, главный инженер Людиновского локомобилестроительного завода, директор Людиновской МТС, председатель Людиновского райисполкома, секретарь исполнительного комитета Калужского областного совета депутатов трудящихся, первый секретарь Кировского районного комитета КПСС (Калужская область).
В 1963—1964 годах — первый секретарь Калужского промышленного областного комитета КПСС.
В 1968—1973 годах — советник Посольства СССР в Индии. В 1974—1982 годах — инструктор отдела ЦК КПСС, инспектор ЦК КПСС, заведующий сектором отдела ЦК КПСС, в 1982—1985 годах — заместитель заведующего отделом ЦК КПСС.
В 1985—1989 годах — чрезвычайный и полномочный посол СССР в Кении.
Депутат Верховного Совета РСФСР 6-го созыва.
С июля 1989 года на пенсии. Жил в Москве.

## Награды и звания
Награждён двумя орденами Трудового Красного Знамени, орденом Дружбы народов. 22 сентября 2014 года в честь 90-летия награждён орденом ЦК КПРФ «За заслуги перед партией».